# اوخنا
اوخنا (به اسپانیایی: Ugena) یک شهرستان در اسپانیا است که در استان تولدو واقع شده‌است.

## خصوصیات
اوخنا ۱۵ کیلومترمربع مساحت و ۳٬۹۴۲ نفر جمعیت دارد و ۶۵۴ متر بالاتر از سطح دریا واقع شده‌است.